# Іноземцев Микола Миколайович
Микола Миколайович Іноземцев (нар. 4 квітня 1921, місто Москва, тепер Російська Федерація — 12 серпня 1982, місто Москва) — радянський партійний діяч, економіст, історик, політолог, директор Інституту світової економіки і міжнародних відносин АН СРСР. Кандидат у члени ЦК КПРС у 1971—1981 роках. Член ЦК КПРС у 1981—1982 роках. Депутат Верховної Ради СРСР 9—10-го скликань. Доктор історичних наук (1962). Член-кореспондент АН СРСР (з 26.06.1964 року по відділенню економіки (світова економіка і міжнародні відносини)) Дійсний член Академії наук СРСР (з 26.11.1968).

## Життєпис
Народився в родині службовця. У 1939 році закінчив з відзнакою середню школу № 93 міста Москви. У 1939 році без іспитів був зарахований до Московського енергетичного інституту, звідки в жовтні того ж року був призваний до армії.
У 1939—1945 роках — у Червоній армії. Учасник німецько-радянської війни. Служив сержантом, старшим сержантом. старшиною-розвідником, командиром відділення (взводу) розвідки батареї управління 106-ї окремої гаубичної артилерійської бригади прориву Резерву головного командування. Воював на Південному, Брянському, 1-му і 2-му Прибалтійських, Ленінградському, 2-му і 3-му Білоруських фронтах.
Член ВКП(б) з 1943 року.
У 1945—1949 роках — студент Московського державного інституту міжнародних відносин МЗС СРСР, вибирався комсомольським організатором і головою студентської ради інституту.
У 1949—1952 роках — аспірант Московського державного інституту міжнародних відносин МЗС СРСР. У 1953 році захистив кандидатську дисертацію на тему «Американський імперіалізм і німецьке питання».
У 1952—1957 роках — старший викладач, доцент (з 1954) Московського державного інституту міжнародних відносин МЗС СРСР.
Одночасно у 1952—1955 роках — консультант міжнародного відділу журналу «Коммунист».
У 1957 — грудні 1961 року — завідувач відділ міжнародних відносин, одночасно у 1959—1961 роках — заступник директора Інституту світової економіки і міжнародних відносин АН СРСР.
У 1960 році захистив докторську дисертацію на тему «Зовнішня політика США в епоху імперіалізму».
У 1961—1966 роках — заступник головного редактора газети «Правда».
У травні 1966 — 12 серпня 1982 року — директор Інституту світової економіки і міжнародних відносин АН СРСР.
Одночасно у 1975—1982 роках — член Президії АН СРСР, заступник голови секції Суспільних наук АН СРСР.
Займався прогнозуванням політичних, економічних, соціальних процесів. Автор низки великих монографічних досліджень, теоретичних і політичних праць з широкого кола проблем сучасного розвитку і боротьби економічних систем, зовнішньої політики СРСР, світового революційного і комуністичного руху, світової економіки і політичної економії державно-монополістичного капіталізму.
Помер 12 серпня 1982 року. Похований в Москві на Новодівочому цвинтарі.

## Основні праці
- «Американський імперіалізм і німецький питання (1945—1954)» (1954)
- «Зовнішня політика США в епоху імперіалізму» (1960)
- «Міжнародні відносини після другої світової війни», т. 1-3, (1962—1965) (головний редактор)
- «Політична економія сучасного монополістичного капіталізму», т. 1-2 (1970) (головний редактор)
- «Сучасний капіталізм: нові явища і протиріччя» (1972)
- «Глобальні проблеми сучасності» (1981) (відповідальний редактор).
- «Ціна перемоги в тій самій війні» (1995)

## Нагороди і звання
- три ордени Леніна (1971, 1975, 1981)
- орден Трудового Червоного Прапора (1962)
- орден Вітчизняної війни І ст. (20.07.1944)
- орден Вітчизняної війни ІІ ст. (5.05.1945)
- два ордени Червоної Зірки (21.07.1943, 23.11.1944)
- медаль «За перемогу над Німеччиною у Великій Вітчизняній війні 1941—1945 рр.»
- медаль «За взяття Кенігсберга»
- медалі
- двічі Державна премія СРСР (1978, 1983)